# André Bar
André Bar (nascido em 1 de setembro de 1935) é um ex-ciclista belga. Representou seu país, Bélgica, na perseguição por equipes nos Jogos Olímpicos de Verão de 1956.